# Конец игры (Легенда о Корре)
«Конец игры» (англ. Endgame) — двенадцатый эпизод первого сезона американского мультсериала «Аватар: Легенда о Корре».

## Сюжет
Болин, Асами и генерал Айро находят секретный аэродром Уравнителей. Первый должен будет уничтожить взлётную полосу, но когда они спускаются вниз, то получают электрический разряд от ловушки. Амон произносит речь на митинге, но приходит Корра и заявляет, что он маг крови. Амон снимает маску и показывает ожоги, оставленные магом огня, чтобы доказать правдивость своей истории. Он поднимает на арену Тензина и его детей, желая лишить последних магов воздуха сил. Хироши Сато разговаривает со своей дочерью в камере и надеется на её понимание, но она отвечает, что мать презирала бы его за присоединение к Уравнителям, и они ругаются. Хироши приказывает уничтожить флот капитана Буми, о приближении которого узнал при перехвате сообщения генерала Айро. Когда Сато уходит, в тюрьму врывается Нага и освобождает Болина, Асами и Айро. Асами берёт механический танк, а Айро захватывает один самолёт и преследует остальные. Корра и Мако сражаются с Амоном и Уравнителями, чтобы спасти Тензина и его семью. Они одерживают верх, и Аватар развязывает Тензина. Он говорит, что его жена и младший сын в тюрьме, но не знает где Лин Бейфонг. Корра говорит семье убегать, а сама хочет задержать Амона. Он гонится за ними и находит спрятавшуюся Корру, применяя на ней магию крови. Он удерживает её и лишает магии. Генерал Айро уничтожает самолёты и врезается в маску Амона на статуе Аанга, сбрасывая её. Нага спасает Болина от механических танков, а Асами сражается с отцом. Когда он доминирует, Болин приходит ей на выручку, называя Хироши ужасным отцом. Она пользуется моментом и побеждает отца. Он пытается сбежать, но Асами ловит его и вырубает.
Лейтенант видит магию крови Амона и бросается на предателя, но тот с лёгкостью одолевает бывшего подчинённого, благодаря за хорошую службу. Амон собирается лишить магии Мако, но тот сопротивляется его контролю и выпускает молнию, отбрасывая злодея. Он уводит Корру, но Амон догоняет их и снова собирается лишить Мако сил. Внезапно Корра обнаруживает способности магии воздуха и выбрасывает Амона из окна в море. Его маска спадает и он выбрасывается наверх с помощью магии воды, стирая свой шрам, что замечают все его сторонники. Тогда Ноатак сбегает. Он приходит на чердак к брату и извиняется, освобождая Тарлока. Амон предлагает ему начать новую жизнь с чистого листа. Тензин благодарит Корру за спасение города, но она переживает из-за того, что Амон сбежал, а она лишилась магии. Прибывает капитан Буми со своей флотилией. Ноатак и Тарлок уплывают на лодке. Старший брат радуется воссоединению с младшим, но Тарлок берёт электрическую перчатку и взрывает лодку. Вечером Катара сообщает всем, что не смогла вернуть магию Корры, и последняя горестно уходит. Мако идёт с ней поговорить и признаётся в любви, но она убегает. Корра плачет у обрыва, и к ней является Аанг. Она наконец соединилась со своим духовным «я», и Аанг возвращает ей остальную магию, вводя в состояние Аватара. Это видит Мако, и она отвечает парню взаимностью, затем целуя его. Корра возвращает магию земли Лин Бейфонг, и Тензин ей очень гордится.

## Отзывы

Динамика оценок IGN к эпизодам 1 сезона мультсериала

Макс Николсон из IGN поставил эпизоду оценку 10 из 10 и был «совершенно потрясён», когда Амон лишил Корру магии. Он также отметил наэлектризованную защиту Мако от Амона, которая показала насколько он был «талантливым магом». Рецензент посчитал, что «одной из самых интересных сцен в финале был побег Тарлока и Амона», и подчеркнул, что «последний искупительный жест Тарлока был очень мощным», также акцентировав внимание на слезе Амона «незадолго до взрыва, будто он знал, что произойдёт». Критик написал, что «это был удовлетворительный конец для них обоих».
Эмили Гендельсбергер из The A.V. Club поставила последним двум эпизодам оценку «B+», и ей было «любопытно, что создатели будут делать с Коррой и Мако в следующем сезоне». Каси Феррелл из Den of Geek посчитала, что «это, вероятно, был один из лучших финалов сезона», который она видела. Мэтт Доэрти из The Filtered Lens поставил серии оценку 10 из 10 и похвалил «мрачно-героический финальный акт Тарлока», назвав его «несомненно, одним из лучших моментов в сезоне». Мордикай Кнод из Tor.com также отметил последние кадры с Тарлоком и Ноатаком, посчитав их «одной из самых трогательных частей всего сезона».
Screen Rant поставил серию на 9 место в топе лучших эпизодов с Коррой.
Финальные два эпизода, вышедшие в один день, собрали 3,68 миллиона зрителей у телеэкранов США.